# Mercuria vindilica
Mercuria vindilica is een slakkensoort uit de familie van de Hydrobiidae. De wetenschappelijke naam van de soort is voor het eerst geldig gepubliceerd in 1870 door Paladilhe.